# Conus felitae
Conus felitae é uma espécie de gastrópode do gênero Conus, pertencente à família Conidae.